# Zala (Idrijca)
Zala je potok v zahodni Sloveniji ter desni pritok reke Idrijce. Izvira v kotanji pod Jeličnim vrhom v bližini naselja Jelični Vrh in Medvedjim Brdom v bližini Godoviča, v Idrijco pa se izliva v bližini zaselka Podroteja. V sredini doline leži zaselek Baraka, sicer del Jeličnega Vrha. 

## Fizična geografija
Izbira pod Jeličnim vrhom, kjer se vanjo izliva Brusova grapa. Nadalje teče po Zalski dolini (oziroma kanjonu), ki ima povprečno nadmorsko višino 591 m s pobočji, ki imajo povprečno 24° naklona. Zala teče po robu Črnovrške in Dolske planote, Zalska dolina pa predstavlja njuno razmejitev. Med prstmi prevladujejo rendzine in evtrične rjave prsti. Dolino od zahoda proti severovzhodu omejujejo pobočja Zagodovega vrha (730 m), Govekarja (672 m) in Okroglice (757 m) na severu ter pobočja Pevca (728 m), Velikega vrha (707 m) in Skalovnika (604 m). 
Reka v dolini teče vzporedno z lokalnim dinaridskim tektonskim prelomom Zala in sta geomorfološko povezana. Kanjon Zale je po peneplenizaciji nastal tako zaradi dviganja okoliškega terena kot tudi naglega poglobljevanja struge potoka. Pobočja doline so iz dolomita, dolomitno-apnenčevega konglomerata ter karbonatnih klastov. Spodnji del doline je sestavljen predvsem iz spodnjekrednega apnenca.
Tri kilometre pred sotočjem Zale se v kanjonu z desne strani kot slap izliva Govekarjevega grapa. V pobočju pod Velikim vrhom (707 m mnv) se nahaja manjša jama.
Leta 1960 je idrijska ribiška družina obnovila takrat slabo stanje rib v vodotoku, leta 1961 pa je del vodotoka razglasila za gojitveni vodotok in vanjo vložila 140.000 ikr potočnih postrvi.
Skozi kanjon teče del glavne ceste 102 Godovič–Spodnja Idrija. Pot skozi dolino Zale je obstajala že pred letom 1735. Po poročilu rudniškega predstojnika Lichtenheima je leta 1737 dvorni komisar Kempf priporočil gradnjo ceste, dvorni urad pa jo je tudi odobril, vendar je gradnjo zavrnil kranjski deželni oskrbnik Anton Jožef Auersperg. Leta 1772 so cesto ponovno neuspešno poskusili zgraditi. Gradnja današnje ceste se je v dolini Zale pričela maja 1857 po obisku deželnega predsednika. Cesto je gradilo 160 rudarjev, dela so končali leta 1859.

## Gospodarstvo
Ob izteku Brusove grape je pri cesti Godovič–Spodnja Idrija nekdanji površinski kop srednjetriasnega dolomita. Odkopanih je bilo približno 800 m3 materiala za nasipavanje in utrjevanje ceste. V zaselku Vrh Zale, ki je del naselja Jelični Vrh, se nahaja aktiven površinski kop dolomita (svetlosiv do bel kristalast dolomit). Izkopanih je bilo približno 50.000 m3 materiala. Približno 500 m vzhodno od Vrha Zale se v bližini domačije Anžič nahajata še dva opuščena kopa belega dolomita s po 150 in 300 m3 odkopanega materiala.
Leta 1635 se v dolini Zale omenja zaseben mlin za žito, ki je bil najstarejši na tem območju.

### Fužina
Približno 15 minut hoje od zaselka Baraka je na levem bregu reke Zale, na območju imenovanem Fužinski vrt, nekoč stala fužina (talilnica železa). Prvič je bila omenjena leta 1573. Njeni lastniki so bili družabniki hubeljske fužine, ki so iskali lokacijo z zanesljivejšim pretokom vode in dostopom do lesnega goriva. Po mnenju tedanjega upravnika idrijskega rudnika Urbana Ainkhürna s 30. septembra 1573 je bil potok nad današnjo Barako gospodarsko nezadosten, nasprotoval pa je izrabi spodnjega toka. 8. marca 1574 je spodnjeavstrijski nadvojvoda na podlagi Ainkhürnovega mnenja, mnenja hubeljskih družabnikov ter mnenja rudarskega nadsodnika Singerja z 10. februarja 1574 odobril gradnjo fužine. Fužina je letno proizvedla 600 meilerjev (6000 stotov) grodlja. Grodelj zalske fužine je odkupoval Hieronim Gneko, ki pa ga z letom 1579 ni več plačeval navkljub sklenjeni dvanajstletni pogodbi. Dodaten zaplet je predstavljala izgradnja nove hubeljske fužine, pri kateri so sodelovali tudi družabniki zalske fužine. Do 4. novembra 1596 je bila fužina že opuščena.

## Smrečne klavže
Leta 1589 so bile v dolini potoka v bližini zaselka Baraka zgrajene lesene Smrečne klavže zaradi lesnih potreb v bližnjem rudniku živega srebra v Idriji, leta 1772 pa so bile na novo zgrajene v klesanem apnencu. Leta 1859 so Smrečne klavže opustili zaradi izgradnje ceste Idrija–Logatec, danes pa v nasprotju z ostalimi klavžami niso obnovljene. Klavže so bile dolge 27,3 m, zadrževale pa so do 8.000 m3 vode.